# Náčelnický hrob z Hochdorfu

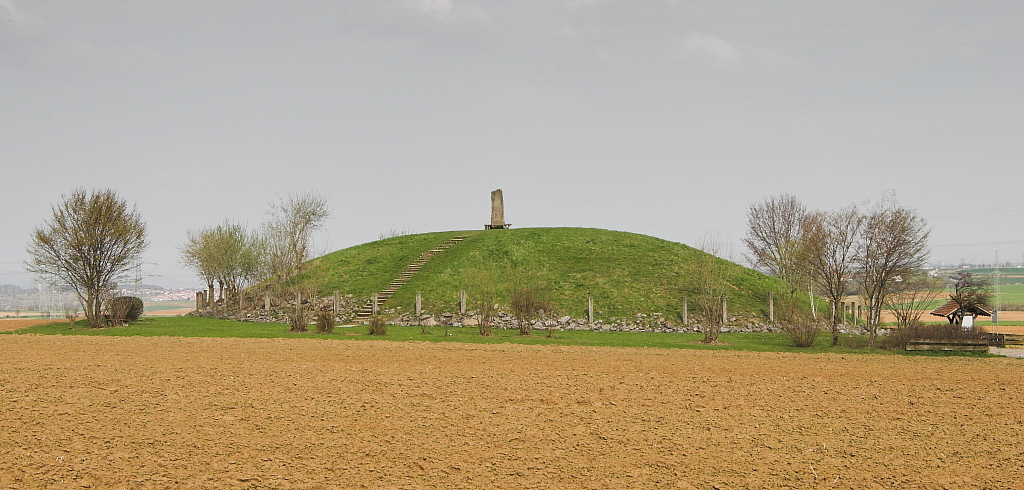
Rekonstrukce mohyly.

Náčelnický hrob z Hochdorfu je bohatě vybavený keltský komorový hrob datovaný kolem roku 530 př. Kr. do halštatské periody D. Byl objeven amatérským archeologem v roce 1977 poblíž Hochdorfu an den Enz (okres Eberdingen) ve spolkové zemi Bádensko-Württembersko v Německu. Původně hrob překrývala asi 6 metrů vysoká mohyla mající v průměru 60 metrů, která ale v souvislosti s erozí a zemědělským využíváním klesla na stěží rozezatelný 1 metr.
Pohřbeným byl muž, vysoký 187 cm ve věku asi 40 let, který byl uložen na výjimečně bohatém, 275 cm dlouhém bronzovém lehátku, opatřeném kolečky. Soudě podle ostatních nálezů z hrobu byl muž pravděpodobně keltským náčelníkem. Byl pohřben společně s pozlaceným nákrčníkem, náramkem na pravé paži, čepicí z březové kůry, pozlacenou dýkou vyrobenou z bronzu a železa, bohatým ošacením, jantarovými šperky, břitvou na holení, výbavou pro manikúru, hřebenem, rybářskými háčky, šípy a především s tenkými zlatými plaketami, pokrývajícími jeho (nedochované) boty. V blízkosti lehátka byl nalezen velký kotel zdobený na okraji třemi lvy. Ten původně obsahoval přibližně 400 l medoviny. Východní část hrobu obsahovala železem pobitý čtyřkolový vůz ukrývající set bronzových misek – společně s picími rohy nalezenými na stěnách by se dal použít k servírování až pro 9 osob.
Po prozkoumání hrobu byla mohyla rekonstruována do svých původních rozměrů. Nedaleko bylo postaveno muzeum věnované tomuto výjimečnému nálezu a při jeho stavbě byly odhaleny relikty pravěké keltské vesnice, která byla pravděpodobně jednou z těch, které pohřbený během svého života ovládal. Vesnice byla přidána do téhož muzea.

## Galerie

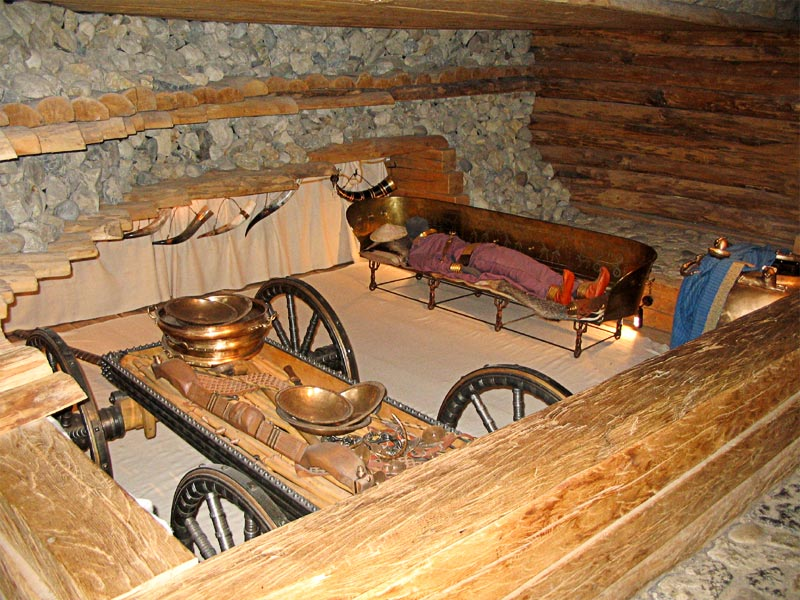
Rekonstrukce hrobové komory v nedalekém muzeu
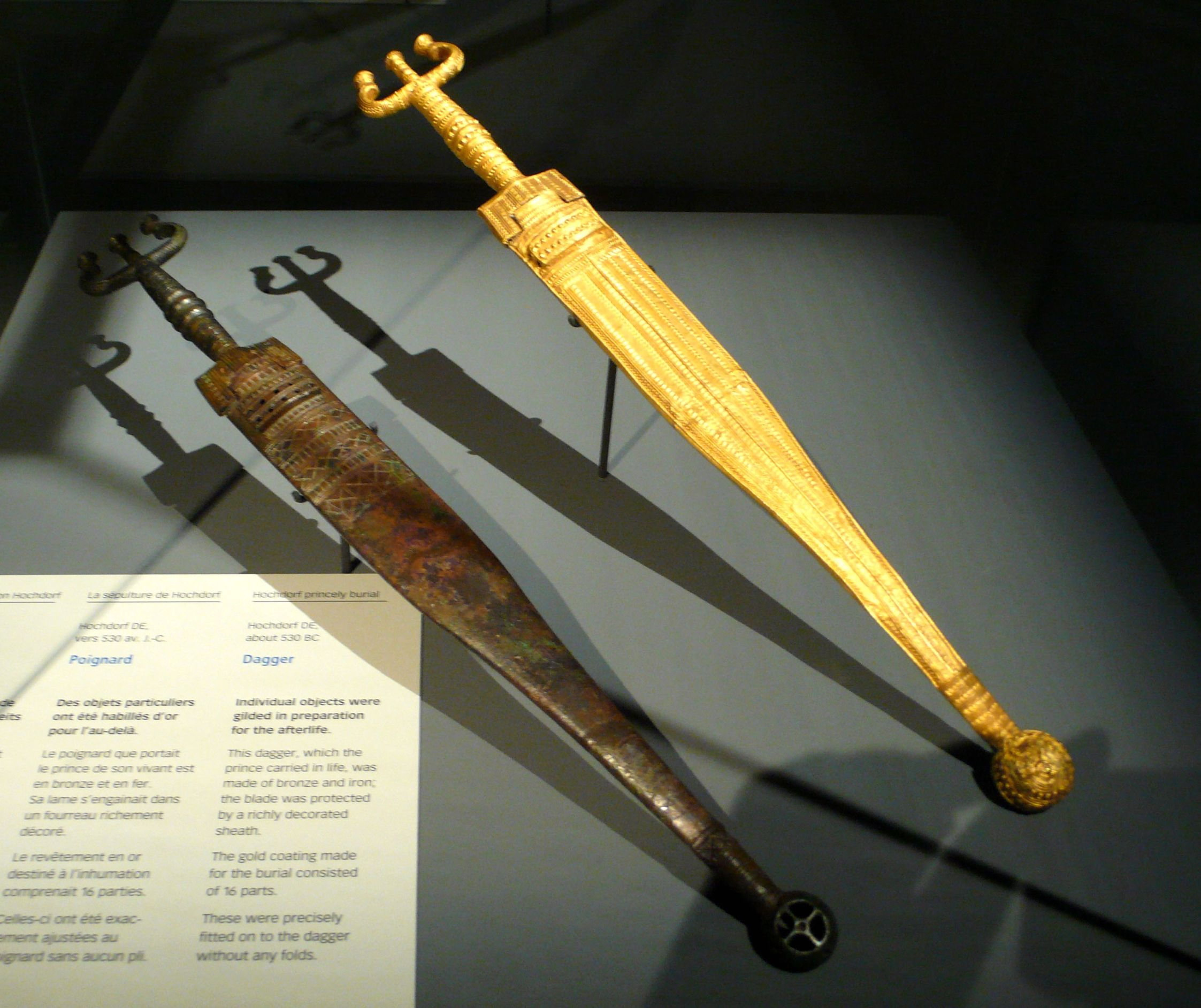
Pozlacená dýka
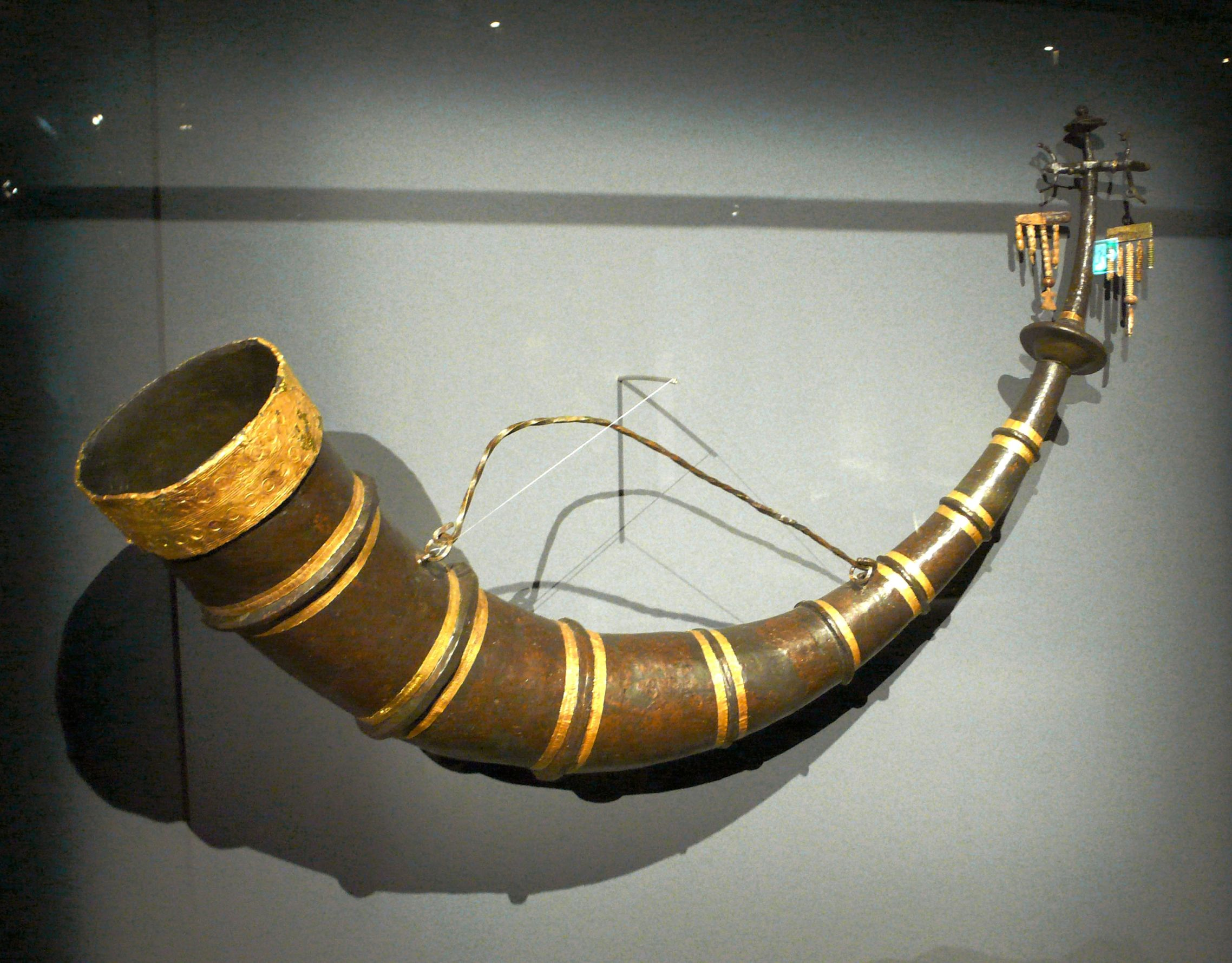
Roh na pití
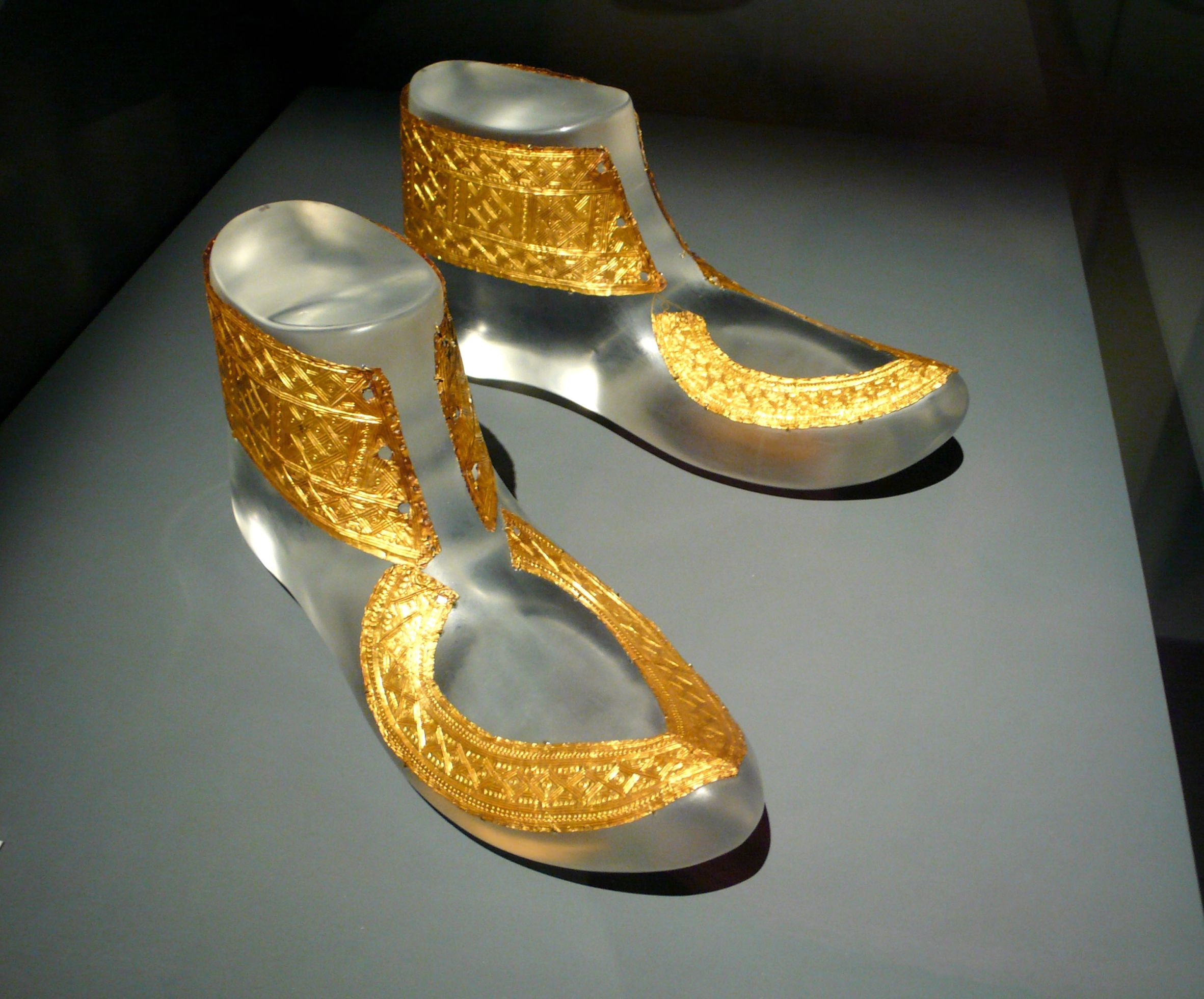
Zlaté plakety původně umístěné na obuvi